# 质量加权坐标
质量加权坐标是描述分子内部运动的一套坐标体系

## 质量加权坐标的导出
假设一个分子或离子是由N个原子组成的，每一个原子都有自己的一个平衡位置坐标，当各个原子进行分子内部运动时就会偏离各自的平衡位置，则每个原子会产生相互正交的三个方向上的位移：
{\displaystyle \Delta X_{i}}、{\displaystyle \Delta Y_{i}}和{\displaystyle \Delta Z_{i}}
那么由于这种分子内部运动所引起的动能为：
{\displaystyle T=\sum _{i=1}^{N}\left\{{\frac {1}{2}}m_{i}\left[\left({\frac {dX_{i}}{dt}}\right)^{2}+\left({\frac {dY_{i}}{dt}}\right)^{2}+\left({\frac {dZ_{i}}{dt}}\right)^{2}\right]\right\}}
如果把质量和位移结合并用统一的符号表示三个正交的坐标：
{\displaystyle q_{i}=\left\{{\sqrt {m_{i}}}\Delta X_{i};{\sqrt {m_{i}}}\Delta Y_{i};{\sqrt {m_{i}}}\Delta Z_{i}\right\}}
这个{\displaystyle q_{i}}就是质量加权坐标。

## 质量加权坐标的应用
- 用来表示分子内部运动的动能

{\displaystyle T={\frac {1}{2}}\sum _{i=1}^{3N}\left({\frac {dq_{i}}{dt}}\right)^{2}}
- 用来表示分子内部势能

{\displaystyle V={\frac {1}{2}}\sum _{i,j}f_{ij}q_{i}q_{j}}
其中{\displaystyle f_{ij}}称为力常数，表达式为：
{\displaystyle f_{ij}={\frac {\partial V}{\partial q_{i}\partial q_{j}}}}